# New Princeton (Oregon)
New Princeton az Amerikai Egyesült Államok északnyugati részén, Oregon állam Harney megyéjében, az Oregon Route 78 mentén elhelyezkedő önkormányzat nélküli település.
Az 1910-ben (más források szerint 1912-ben) megnyílt postát az OR-78 nyomvonal-korrekcióját követően elköltöztették.

## Éghajlat
A település éghajlata sztyepp (a Köppen-skála szerint BSk).

## Fordítás
- Ez a szócikk részben vagy egészben  a   New Princeton, Oregon című angol Wikipédia-szócikk ezen változatának fordításán alapul.  Az eredeti cikk szerkesztőit annak laptörténete sorolja fel. Ez a jelzés csupán a megfogalmazás eredetét és a szerzői jogokat jelzi, nem szolgál a cikkben szereplő információk forrásmegjelöléseként.